# Dipartimento di Moreno
Moreno è un dipartimento argentino, situato nella parte centro-orientale della provincia di Santiago del Estero, con capoluogo Quimilí.

## Geografia
Esso confina a nord con il dipartimento di Alberdi, a est con la provincia del Chaco, a sud con il dipartimento di Juan Felipe Ibarra, e a ovest con quello di Figueroa. È il dipartimento più esteso della provincia.
Secondo il censimento del 2001, su un territorio di 16.127 km², la popolazione ammontava a 28.053 abitanti.

## Amministrazione
Municipi e “comisiones municipales” del dipartimento sono:
Prima Sezione
- Alhuampa
- Tintina
- Aerolito
- Otumpa
- Cejolao
- Quimilí
- Puna

Seconda Sezione
- San Cristóbal
- La Fortuna
- Simbolar
- El Pértigo
- Mistol Pampa
- San Antonio
- Milagros
- Amamá

### Località non comuni
- Weisburd
- Las Tinajas
- Lilo Viejo
- Hasse
- Patay
- Roversi
- Hernán Mejía Miraval
- Libertad